# Rover CityRover
La CityRover è un'autovettura classificata come utilitaria compatta prodotta tra il 2003 e il 2005 dalla casa automobilistica inglese MG Rover grazie ad una joint-venture con il gruppo indiano Tata Motors

## Storia
Pensionata nel 1998 la Rover Serie 100 derivata a sua volta dall'Austin Metro nata nel lontano 1980, la Rover, in serie difficoltà economiche era da tempo in cerca di un partner per lo sviluppo e la produzione di una vettura compatta ed economica che potesse incrementare i volumi di vendita della casa inglese. Nei primi del 2000 ci furono i primi contatti tra la Rover e il gruppo Tata Motors fino alla dichiarazione di un'alleanza nel 2001.

### Il debutto
Il progetto iniziale noto sotto la denominazione RD110 prevedeva una vettura derivata dalla piattaforma della Tata Indica ma che si differenziasse per il design della carrozzeria e per la qualità delle rifiniture interne; a causa delle numerose difficoltà finanziarie del gruppo Rover la vettura vide la luce solo alla fine 2003 e fu una copia della Indica (sia nella carrozzeria che negli interni).
Le uniche differenze riguardavano la mascherina frontale e il paraurti anteriore di inedito disegno ma che conservavano l'analoga forma. Le sospensioni anteriori configurate come McPherson e posteriori a scherma ponte torcente sono state riviste per adattarsi meglio ai gusti della clientela inglese.

### Il modello di produzione
Prodotta in India sulle stesse catene di montaggio della Indica, la vettura è stata accusata dalla stampa inglese di possedere finiture interne di qualità bassa e montaggi imprecisi mentre apprezzato è stato il motore 1.4 benzina con 8 valvole per 4 cilindri e 84 cavalli ritenuto elastico e robusto.

### La fine
La produzione della CityRover cessò nel 2005 a soli due anni dal debutto a causa del fallimento dell'azienda inglese e di conseguenza alla fine dell'accordo con la Tata Motors. Il modello inizialmente doveva essere prodotto a pieno regime in oltre 40 000 esemplari annui ma le richieste in oltre due anni non superarono i 15 000 esemplari. Nell'ultimo anno di produzione la CityRover fu oggetto di un facelift. Di queste versioni ne furono prodotte appena 1.200.